# Unteremmendorf
Unteremmendorf ist ein Gemeindeteil des Marktes Kinding im Landkreis Eichstätt im Naturpark Altmühltal.

## Lage
Das Kirchdorf liegt im Altmühltal zwischen Kinding und Beilngries am südlichen Talhang. Durch Unteremmendorf fließt ein Mühlbach genannter starker Quellbach von der rechten Talwand der Altmühl zu, der auf dem längsten Teil zuvor in flachem Lauf gegen die Talrichtung läuft.

## Geschichte

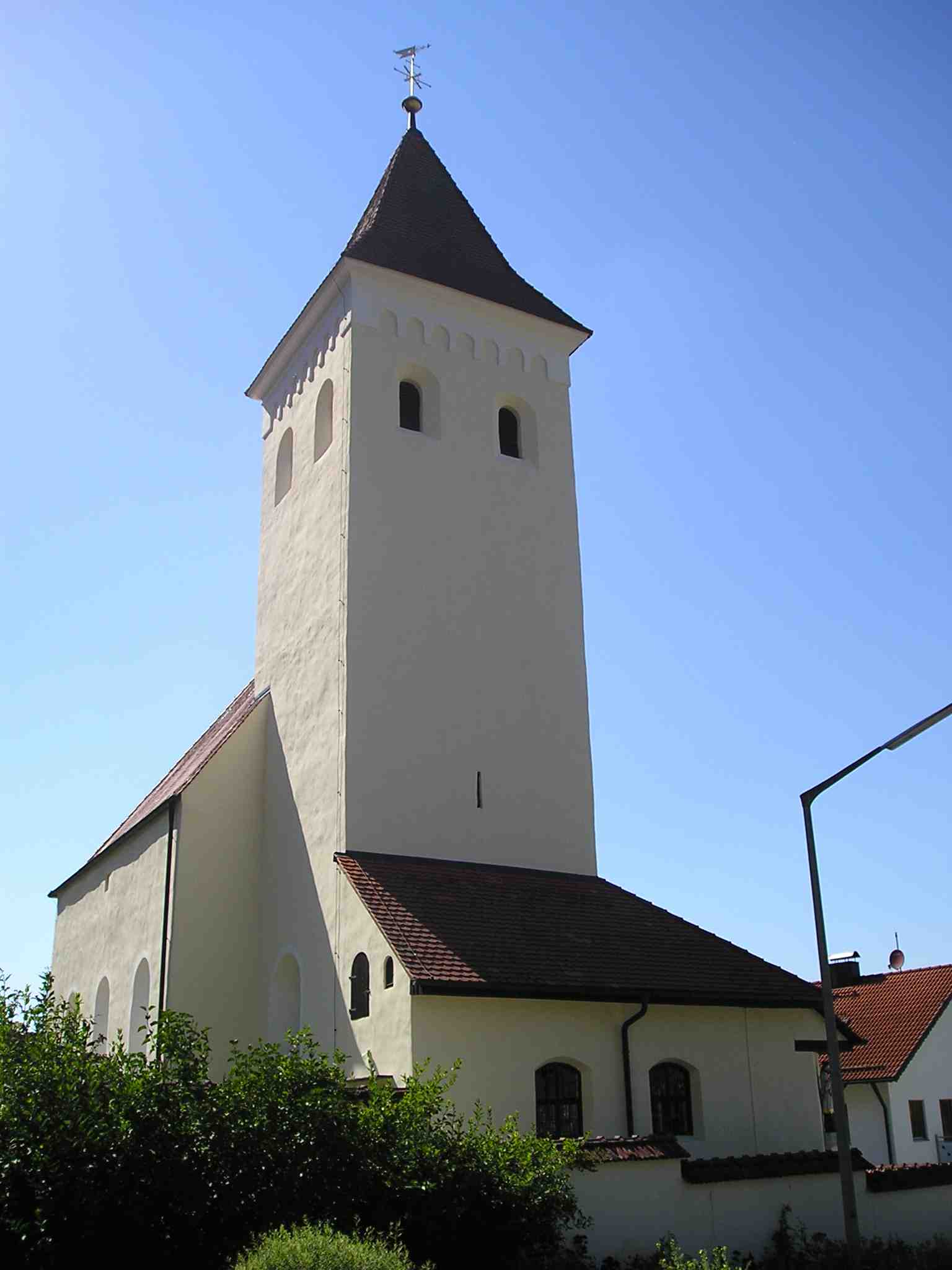
Kirche St. Nikolaus in Unteremmendorf

In den ältesten Quellen ist von Unteremmendorf und Oberemmendorf, das auf der Albhochfläche liegt und heute zur Gemeinde Kipfenberg gehört, ohne Unterschied die Rede; es handelte sich wohl um den Besitz eines Emmo. 1119 bis 1444 ist der Ortsadel der Emmendorfer nachweisbar. Oberhalb von Unteremmendorf sind drei ehemalige Burgsitze nachgewiesen, wo die verschiedenen Linien des Ministerialengeschlechts der Emmendorfer saßen. Bei einem dieser Burgställe, dem Burgstall Torfelsen führte ein Felsentor, Überrest eines Höhleneinsturzes (Bayerisches Geotop Nr. 176R018), als schmale Brücke über den Halsgraben; östlich und westlich von ihm befinden sich in einigen 100 Meter Entfernung die beiden anderen Burgställe, der Burgstall Hubertusfelsen und der Burgstall Saufelsen. Mauerwerk ist bei keinem der Burgställe mehr vorhanden. In der Auseinandersetzung um die Hirschberger Erbschaft 1305, als die Herren von Hirschberg, Schutzvögte des Hochstifts Eichstätt, mit Gebhard VII. ausstarben, wurde der Ort, den diese als Eichstätter Lehen innehatten, dem Bischof von Eichstätt zugesprochen.
Unteremmendorf war eine selbstständige Gemeinde ohne weitere Ortsteile und wurde am 1. April 1971 wurde Unteremmendorf in den Markt Kinding eingegliedert.
Unteremmendorf ist landwirtschaftlich orientiert; 1983 hatte der Ort bei 121 Einwohnern drei bäuerliche Vollerwerbs- und sieben Nebenerwerbsbetriebe. 2013 gab es bei ähnlicher Einwohnerzahl nur noch einen Vollerwerbslandwirt und einen Nebenerwerbsbetrieb ohne Viehzucht.

## Bauwerke
- Filialkirche St. Nikolaus, wohl im 12. Jahrhundert gebaut